# ダーヴィト・ファブリツィウス
ダーヴィト・ファブリツィウス（David Fabricius、1564年3月9日 - 1617年5月7日）は、16世紀生まれのドイツの牧師・天文学者。天体観測に望遠鏡が使われ始めた時代に、黒点の発見などの発見で知られる。
ドイツ語名はダーヴィト・ファーベル (David Faber) かダーヴィト・ゴルトシュミットで、ファブリツィウスはラテン語名である。ドイツ北西部の生地 Esens（ニーダーザクセン州ヴィットムント郡）の近くの小さい町（1584年にはResterhaave、1603年にはOsteel）の牧師であった。教会の仕事のほかに科学の研究を行い、特に天文学に興味があった。 
ファブリツィウスは1596年8月に周期変光星であるミラを発見したことで知られる。これは新星、超新星を除けば明るさの変わる星が初めて発見されたことになった。当時、周期的に明るさの変化する天体は知られていなかったので、はじめミラも新星の一つであると考えられたが、1609年に再び、明るさを増したことからこれが新しい種類の星であることが明らかになった。
2年後、彼の息子のヨハネスがオランダの大学から望遠鏡を持って帰郷し、2人で太陽の観測を行うようになった。太陽を直接観測する困難さにもかかわらず、すぐに太陽黒点の存在に気が付いた（黒点についてはすでに中国の天文学者が望遠鏡なしで発見していたとされる）。2人は、太陽観測の際の眼の保護のためと、太陽面のより鮮明な像をえるために、カメラ・オブスキュラ式の望遠鏡を発明し、黒点が太陽面を移動することを観測した。東の端に現れた黒点が、一定の速さで西の端へ移動し、消えた黒点が一定の期間の後再び東の同じ場所にあらわれて、太陽面を横断するのを観測した。これは太陽が自転していることを示している証拠となった。1611年7月に息子のヨハネスの名で Maculis in Sole Observatis, et Apparente earum cum Sole Conversione Narratio（『太陽面上に観測された斑点とその太陽に伴う回転について』）が出版されたが、あいまいさを残したため、同時期に黒点を発見した2人に黒点の発見者の栄誉をゆずることになった。すなわち1612年1月のクリストフ・シャイナーと1612年3月のガリレオ・ガリレイが太陽黒点の発見者とされる。
これらの発見以外にダーヴィト・ファブリツィウスについて知られていることは少ないが、説教でガチョウ泥棒を非難して、その疑いをかけた人物にシャベルで撲殺されたという記録が残されている。ジュール・ヴェルヌの小説『地球から月へ』に月の住人を望遠鏡で見たと主張する人物としてその名が登場するが、ベルヌの創作であると思われる。
月のクレータに命名され、牧師を務めたOsteelの教会の庭に記念碑が建てられている。